# Даглас (Небраска)
Даглас (енгл. Douglas) град је у америчкој савезној држави Небраска.

## Демографија
По попису из 2010. године број становника је 173, што је 58 (-25,1%) становника мање него 2000. године.
| Група             | 2000.       | 2010.       |
| Белци             | 226 (97,8%) | 170 (98,3%) |
| Афроамериканци    | 3 (1,3%)    | 2 (1,2%)    |
| Азијати           | 0 (0,0%)    | 0 (0,0%)    |
| Хиспаноамериканци | 0 (0,0%)    | 1 (0,6%)    |
| Укупно            | 231         | 173         |